# ソーププレイ
ソーププレイは、セックスにおけるプレイの一種。泡プレイとも言う。
桃太郎映像出版の担当者によれば、「日本伝統」であるという。

## 概説
浴室内で、自分の胴体や四肢に石鹸やその類の泡をまとった女性が、ソープランドにおけるソープ嬢のように男性の身体に肌を密着させながら擦り動くことにより、男女が共にその感触を楽しむプレイ。元は、ローションが定着するまでのソープランドにおいてソープ嬢が石鹸を用いながら行っていたプレイであるが、定着以降はソープ嬢の肌荒れを減らすことが可能な点と、一旦洗い落とす手間や時間を掛けずに性器を結合させることが可能な点からもローションプレイが主流となっており、石鹸類を用いたソーププレイが行われることは少なくなっている。
しかし、泡まみれの女性の裸身に性的興奮を掻き立てられる男性が多いうえ、泡のまとい方によっては性器へのモザイク処理が不要となるか軽減されることから、アダルトビデオなどの映像作品では需要が高く、その本編の内容を踏まえたタイトルや内容の説明、ジュブナイルポルノの地の文などに用いられる例が散見される。